# Melay (Haute-Marne)
Melay é uma comuna francesa na região administrativa de Grande Leste, no departamento de Haute-Marne. Estende-se por uma área de 13,95 km². Em 2010 a comuna tinha 257 habitantes (densidade: 18,4 hab./km²).